# (27004) Violetaparra
(27004) Violetaparra est un astéroïde de la ceinture principale.

## Description
(27004) Violetaparra est un astéroïde de la ceinture principale. Il fut découvert par le programme OCA-DLR Asteroid Survey (ODAS) le 27 février 1998 à Caussols. Il présente une orbite caractérisée par un demi-grand axe de 3,01 UA, une excentricité de 0,081 et une inclinaison de 9,32° par rapport à l'écliptique.
Il fut nommé en hommage à la chanteuse de folk chilienne Violeta del Carmen Parra Sandoval (1917-1967), connue sous son nom d'artiste Violeta Parra.

## Compléments